# 夏侯湛
夏侯湛（243年—291年6月23日），字孝若，譙國譙郡人。西晉初期文學家。

## 生平
夏侯湛的祖父夏侯威，是曹魏名將夏侯淵第四子，官至魏國的兗州刺史。父親夏侯莊，官至淮南郡太守，母親羊氏是景獻皇后羊徽瑜的堂姐。夏侯湛有六弟五妹，其中一个妹妹夏侯光姬為晉元帝司馬睿的生母。夏侯湛年幼就已經充滿才華，他所寫的文章宏富廣博，而且善於構建新式詞藻，容貌觀止優美典雅，更與另一著名美男子潘岳十分友好，他們每次外出都坐在同一輛車子裡面，同坐一蓆，京人皆稱其為「連璧」。 
夏侯湛很年輕就出任太尉掾一職。泰始年間，舉賢良，於對策一門中第，官拜為郎中。可過多年職級都未見調升，於是作《抵疑》，宣揚自己的才學及抱負；後來他被選補太子舍人，轉職尚書郎，再出外郡擔任野王令。在任期間恤撫民間隱事，勤政愛民，而不汲汲於官家瑣事。在政務清閑、優游多暇的時候，夏侯湛又作《昆弟誥》。
雖然夏侯湛治邑屢有善功，但卻依然多年屈居方面，朝中及在野之人大多都為他的經歷感到歎息。後來官除中書侍郎，又外補南陽相之職。不久被任命為太子僕，但他尚未履新，晉武帝司馬炎便已駕崩。晉惠帝即位後，任夏侯湛為散騎常侍。元康元年五月壬辰（291年6月23日）夏侯湛逝世，終年四十九歲。平生著論共計三十餘篇，能自成一家之言。

## 逸話
- 夏侯湛曾經作成幾篇周詩，他向潘岳展示這些作品。潘岳便說：「此些文字不僅溫雅，而且還看得出你孝悌的本性。」潘岳自此備受影響，開始寫作講述家風的詩。後又造宗廟歌十三篇。
- 夏侯湛亦曾編撰曹魏的史書，但當他看到陳壽所作《三國志》中的魏書後，便毀掉自己的作品，放棄為魏撰史的念頭。
- 夏侯一族在晉代是貴族，所以夏侯湛早年也不免染上一些豪族的陋習，性格頗為豪侈，衣食所在都必定窮滋極珍。但到了他將要離世的時候，卻遺命後人只須以小棺為他進行薄斂，不必做無謂的修飾封樹，以免多作豪舉。於是有人評價夏侯湛雖然在生前不能做到砥礪名節，然而死時尚可以儉約的態度命令後人處理他的身後事，可說是深明存亡之理。

## 作品
- 《新論》十卷
- 《抵疑》
- 《長夜謠》
- 《秋可哀》
- 《昆弟誥》
- 《周詩》
- 《辛憲英傳》
- 《張平子碑》
- 《管仲像贊》
- 《鮑叔像贊》
- 《東方朔畫贊》
- 《魏書》（已毀）

## 延伸阅读
[在维基数据编辑]
 在维基文库阅读此作者作品
 《晉書·卷055》，出自房玄齡《晉書》